# فرودگاه چتویند
فرودگاه چتویند (به انگلیسی: Chetwynd Airport) یک فرودگاه همگانی با کد یاتا YCQ است که یک باند فرود آسفالت دارد و طول باند آن ۱٬۳۶۶ متر است. این فرودگاه در کشور کانادا قرار دارد و در ارتفاع ۶۰۹ متری از سطح دریا واقع شده‌است.